# ライフ・オブ・クライム
『ライフ・オブ・クライム』（原題:Life of Crime）は2013年に公開されたアメリカ合衆国のコメディ映画である。監督はダニエル・シェクター、主演はジェニファー・アニストンが務めた。本作はエルモア・レナードが1978年に発表した小説『ザ・スイッチ』（『ジャッキー・ブラウン』の前日譚）を原作としている。
なお、本作は日本国内で劇場公開されなかったが、2015年8月7日にDVDが発売された。

## 概略
1978年、デトロイト。ルイスとオーデルは資産家のフランク・ドーソンが横領に手を染めているという事実を知り、彼から金を巻き上げることにした。2人はフランクの妻、マーガレットを誘拐して100万ドルの身代金を要求したが、ここで予期せぬ事態が発生した。フランクが身代金を払おうとしなかったのである。実は、フランクは愛人のメラニーに入れ込んでおり、マーガレットと離婚する機会を窺っていたのである。

## キャスト
- ジェニファー・アニストン - マーガレット・ドーソン
- ヤシーン・ベイ - オーデル・ロビー
- アイラ・フィッシャー - メラニー・ラルストン
- ウィル・フォーテ - マーシャル・テイラー
- マーク・ブーン・ジュニア - リチャード
- ティム・ロビンス - フランク・ドーソン
- ジョン・ホークス - ルイス・ガーラ
- チャーリー・ターハン - ボー・ドーソン
- シアナ・コフォード - ケイ
- チャイナ・レイン - ロレッタ
- クレア・テイラー - タイラ・テイラー
- ケヴィン・コリガン - レイ
- レナード・ロビンソン - ディクソン
- ジェンナ・ナイ - シェリー・テイラー
- アレックス・ラドヴ - パメラ・テイラー
- R・マーカス・テイラー - ボルサリーノ

## 製作
2012年2月1日、エルモア・レナードの小説『ザ・スイッチ』の映画化が進められており、ジョン・ホークスとヤシーン・ベイの出演が決まったと報じられた。10日、タイ・バーレルの起用が発表された。15日、ジェニファー・アニストンとデニス・クエイドが本作の出演交渉に臨んでいるとの報道があった。2013年1月8日、バーレルとクエイドが降板することになり、その後任をウィル・フォーテとティム・ロビンスが務めることになった。2月、本作の主要撮影がコネティカット州のグリニッジで始まった。8月2日、ザ・ニュートン・ブラザーズが本作で使用される楽曲を手掛けるとの報道があった。2014年8月25日、本作のサウンドトラックが発売された。

## 公開・興行収入
2013年9月11日、ライオンズゲートとロードサイド・アトラクションズが本作の全米配給権を獲得したとの報道があった。15日、本作は第38回トロント国際映画祭でクロージング作品としてプレミア上映された。2014年5月20日、本作のオフィシャル・トレイラーが公開された。28日、本作のポスターが公開された。8月29日、本作は全米37館で限定公開され、公開初週末に10万4300ドル（1館当たり2818ドル）を稼ぎ出し、週末興行収入ランキング初登場44位となった。

## 評価
本作は批評家から好意的に評価されている。映画批評集積サイトのRotten Tomatoesには80件のレビューがあり、批評家支持率は68%、平均点は10点満点で5.84点となっている。サイト側による批評家の見解の要約は「エルモア・レナードの小説を映画化した作品の最高傑作とは言えないかもしれない。しかし、『ライフ・オブ・クライム』には魅力的なまったり感があり、出演者の才能も十二分にあるため、鑑賞する価値のある作品には仕上がっている。」となっている。また、Metacriticには28件のレビューがあり、加重平均値は60/100となっている。